# 平成敗残兵☆すみれちゃん
『平成敗残兵☆すみれちゃん』（へいせいはいざんへいすみれちゃん）は、里見Uによる日本の漫画。『週刊ヤングマガジン』（講談社）にて、2024年8号より連載中。

## あらすじ
かつて日本の元号が平成であったころ、アイドルグループのリーダーとして活動していた東条すみれ。しかしグループは売れないまま解散して10年が過ぎ、元号が令和に変わった現在は自堕落な三十路女と化していた。そんな中、従兄弟の高校生泉雄星に同人アイドルとしての再起を提案され、すみれは嫌々ながらコスプレ写真の撮影をはじめとした様々な活動に挑むこととなる。

## 作中設定・用語
ファーストラバーズ
主人公の東条すみれが10年前にリーダーを務めていた5人組女性アイドルグループ。作中では1名のみメンバーの名前と詳細が明かされていない。グラビア出演、ライブ、CDのリリースなどを行っていたが、まったく売れずに解散した。雄星からは「メンバーは粒ぞろいだったが、個性がバラバラだったにも関わらずグループ活動にこだわったために失敗した」と分析される。
スナックタイムス
すみれが働くスナック。ママ（経営者）は雄星の母ミカであり、店舗が泉家の住居と一体化しているため、すみれは仕事に疲れると雄星の部屋で休んでいる。
ファムプロダクション
ファムファタ任三郎が立ち上げた芸能プロダクション。通称ファムプロ。「女性のためのプロダクション」を標榜して2年前に設立され、芸能活動のサポートを行っている。
MT-FIELD
4月にリリースされた山の擬人化ゲームで世界の名峰をイメージした美女たちと冒険するPRG。すみれとファムファタがコスプレイヤーとして写真集を出すことに決める。

## 登場人物
東条すみれ（とうじょう すみれ）
本作の主人公。31歳。176センチメートルの長身と102センチメートルの豊満なバストが特徴の美女。10年前は女性アイドルグループ「ファーストラバーズ」（ファスラバ）のリーダーにして「グラビア番長」を務めていたが、グループは売れずにそのまま解散し、現在は叔母のミカが経営する「スナックタイムス」でアルバイトをしつつ、酒とタバコとギャンブル（パチンコ、スロット）漬けの生活を送っている。日々の不摂生のため健康不安はあるものの、外見の若々しさと抜群のスタイルは維持しており、従弟である雄星の説得を聞き入れ、同人アイドルとして再起を図る。もともとコミュニケーション能力には優れており、その美貌と酒・タバコという趣味は業界の男性たちへの接待の場において強い武器となっている。
泉雄星（いずみ ゆうせい）
男子高校生にして、同人アイドルプロデューサー。幼少期に憧れていたすみれが自堕落ぶりを見かね、自身をプロヂューサーとした同人アイドルとして再起するよう説得する。金髪。学校では友人関係に恵まれていないことから、すみれの部屋に入り浸っている。
前田安祐美（まえだ あゆみ）
「ファスラバ」の元メンバーで、解散後の現在は同人AV制作会社の経営者。独身。
御手洗颯子（みたらい そうこ） / すしカルマ
「ファスラバ」の元メンバーで、現在は「すしカルマ」のペンネームで同人漫画家をしている。すみれやファムファタ任三郎からは「すしカル」のあだ名で呼ばれる。すみれより2つ年上の33歳で、ファスラバ内では最大級となるIカップのバストの持ち主。独身。
ファムファタ任三郎
本名は不明。芸能事務所「ファムプロダクション」代表で、みずからグラビアモデルやコスプレイヤーも兼ねている女性。すみれと雄星にファムプロへの加入を持ちかける。茨城県出身。17歳でミスマガジングランプリに選ばれて、その後テレビ・ドラマなどで活躍するも、仕事関係の男性との付き合い方に悩んでファムプロを設立する。
ミカ
雄星の母親。すみれを自身の経営するアパートに住まわせ、「スナックタイムス」で働かせるなど、生活を世話している。ファスラバの現役時代にはメンバーのヘアメイクや衣装の直しを引き受けていた。
涼川ひより（すずかわ　ひより）
雄星の同級生。眼鏡をかけた女子高校生。雄星に好意を抱いており、コスプレネタ探しに協力する。クラスの学級委員長を務める真面目な少女だが、実はオタクであり下ネタ好き。
佐藤裕子（さとう ゆうこ）
すみれの写真集の撮影を担当するカメラマン。色黒で快活な女性。独立後すぐ売れたことから「バブル」と呼ばれている。モデルはカメラマンの佐藤佑一。

## 読切版
『週刊ヤングマガジン』2023年14号に掲載された読切。タイトルは『平成敗残兵☆すみれちゃん（31）』。大筋は連載版第1話と同じだがキャラクター設定が異なっており、雄星は同人アイドルのプロデューサーではなくフィギュアの造型師を目指している。

## 書誌情報
- 里見U『平成敗残兵☆すみれちゃん』講談社〈ヤンマガKCスペシャル〉、既刊6巻（2025年6月6日現在）
  1. 2024年5月7日発売[3][6]、ISBN 978-4-06-535215-1
  2. 2024年8月6日発売[7]、ISBN 978-4-06-536540-3
  3. 2024年10月4日発売[8]、ISBN 978-4-06-537269-2
  4. 2024年12月6日発売[9]、ISBN 978-4-06-537902-8
  5. 2025年3月6日発売[10]、ISBN 978-4-06-538915-7
  6. 2025年6月6日発売[11]、ISBN 978-4-06-539949-1

## コラボレート
『週刊ヤングマガジン』2024年23号にて、グラビアアイドルの篠崎愛とコラボレートを行う。「平成優勝兵あいちゃん」と称して写真が掲載された。篠崎は本作について「とにかく展開が激しく」、「続きが気になる作品」であると話している。